# Fortifications de La Rochelle
L’histoire des fortifications de La Rochelle, remonte au XIIIe siècle de notre ère, pour se terminer au XXe siècle. Les éléments de défense les plus connus sont aujourd'hui les tours médiévales situées à l'entrée du Vieux-port et gérées par le centre des monuments nationaux, emblèmes de la ville et lieu d'attraction touristique : la tour Saint-Nicolas, la tour de la Chaîne et la tour de la Lanterne.
Trois enceintes ont successivement entourées la ville : un ensemble de fortifications médiévales, une enceinte dite « protestante » et l'enceinte Ferry.

## Chronologie

### Enceintes médiévales (XIIesiècle)
Le premier bourg fortifié, est daté approximativement du milieu du XIIe siècle, dessine un rectangle irrégulier, bordé à l'ouest par le ruisseau de Lafond où se trouve le port primitif, à l'est par les marais salants de Saint-Eloy et Maubec, au sud par le fond du havre et un canal qui le relie au ruisseau précité.
À la fin du XIIe siècle et au début du XIIIe siècle, la ville s'étend et englobe, au nord, une partie du faubourg de Cougnes ainsi que les faubourgs Saint-Nicolas (1205) et du Perrot (ce dernier réputé «muré» en 1352).
Un château seigneurial, construit au XIIe siècle (le château Vauclair) est encastré dans le front ouest de la ville, près de l'angle nord-ouest de la première enceinte. Occupé par les Anglais pendant la guerre de Cent Ans, il est repris en 1372 avec l'aide de la population, puis démoli à sa demande en raison de la menace qu'il constitue pour la ville. Seules, les deux tours du front ouest, intégrées à l'enceinte de ville, sont conservées jusqu'en 1573.
À la fin du XIVe siècle, par extensions successives, la ville borde, au sud, le fond de la baie et englobe le havre où s'est déplacé le port. Au nord, l'enceinte initiale a été démolie sauf la porte de Mauléon, bien qu'elle n'eût plus d'utilité et le nouveau tracé englobe une partie du hameau de Cougnes, dessinant à l'est une protubérance avant de revenir se raccorder à la partie conservée du noyau central.
Au sud, en revanche, l'enceinte initiale a été conservée entre la tour des Moureilles et l'écluse de la Verdière, suivant le fond du port et le canal. Les communications entre le cœur de la ville et le quartier du Perrot continuent de se faire par des portes, dont celle de la Grosse Horloge, qui subsiste encore.

#### Grosse Horloge

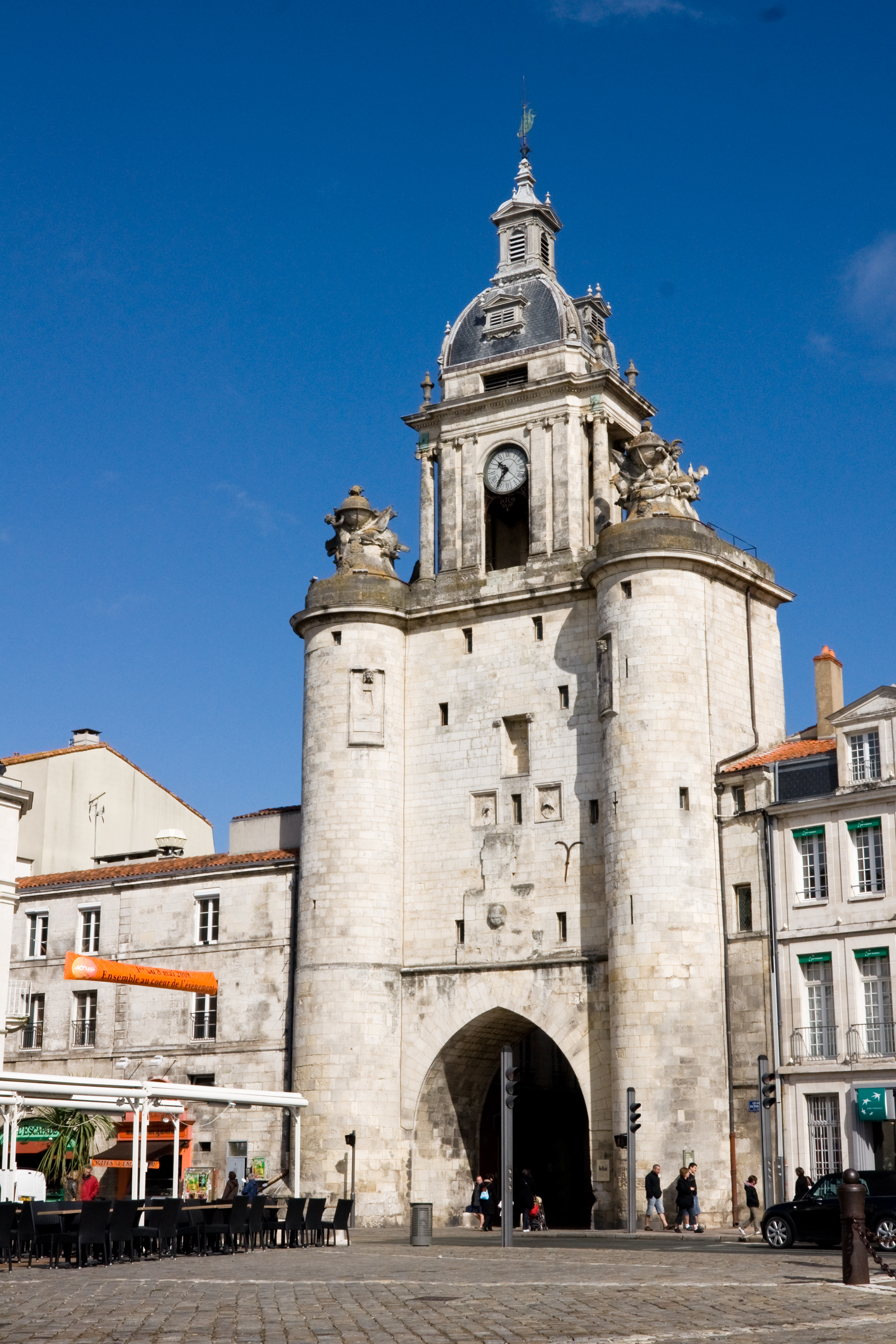
La tour de la Grosse Horloge.

La tour de l’horloge, nommée Grosse Horloge, était à l’origine une porte de la ville fortifiée, ouverte dans l’enceinte primitive. Au XIIIe siècle son nom était la porte du Parrot ou Perrot, car elle donnait accès au faubourg de ce nom. La porte était percée de deux baies, la plus large pour les chariots et la plus petite pour les piétons.
En 1478, elle est surmontée d’un clocher octogonal, coiffé d’un campanile abritant la cloche de l’horloge.
En 1672, on réunit les deux baies en une seule arcade afin de faciliter la circulation.
En 1746, la partie supérieure de l’édifice est démolie pour faire place à la construction actuelle en forme de cartel Louis XV flanqué d’attributs scientifiques et militaires.
Aujourd’hui, elle reste un des principaux points de passage entre les quais et la vieille ville.

#### Tour de la Chaîne

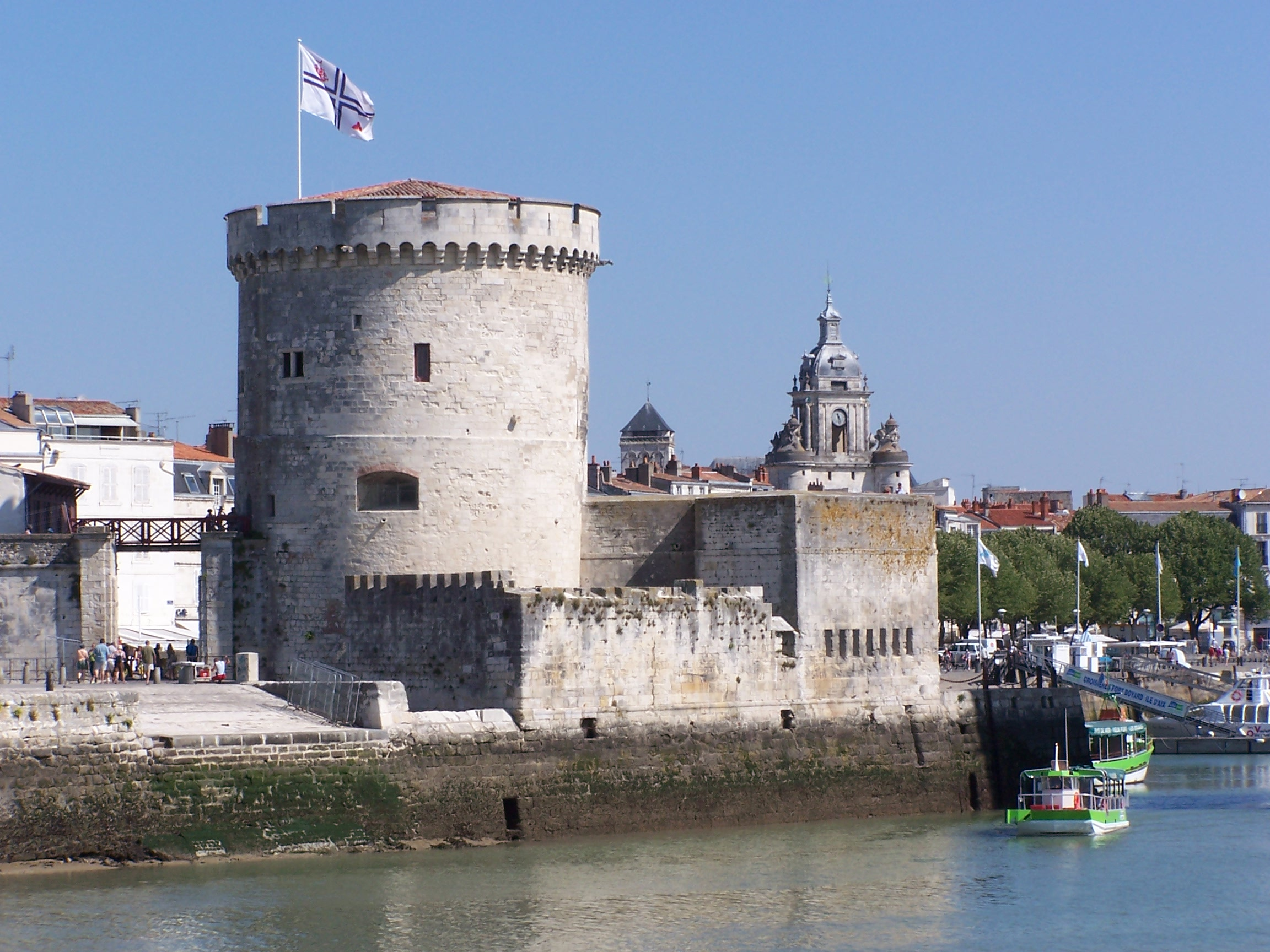
La tour de la Chaîne.

Érigée entre 1382 et 1390, quelques années après la tour Saint-Nicolas, elle avait pour fonction de tendre la chaîne, fixée par un anneau dans la tour Saint-Nicolas sur l’autre rive, de manière à interdire l’accès du port en barrant le chenal entre les deux tours.
Cette tour, qui faisait également office de poudrière, a été gravement endommagée en 1651 lors de la Fronde, une explosion l’ayant découronnée, détruisant sa toiture, les mâchicoulis et le chemin de ronde.
En 1824, lors de l’élargissement de l’entrée du port, la petite tour de la chaîne abritant le cabestan qui servait à tendre la chaîne est détruite.
Classée monument historique en 1879, elle a été partiellement restaurée au XIXe siècle et au début du  XXe siècle.

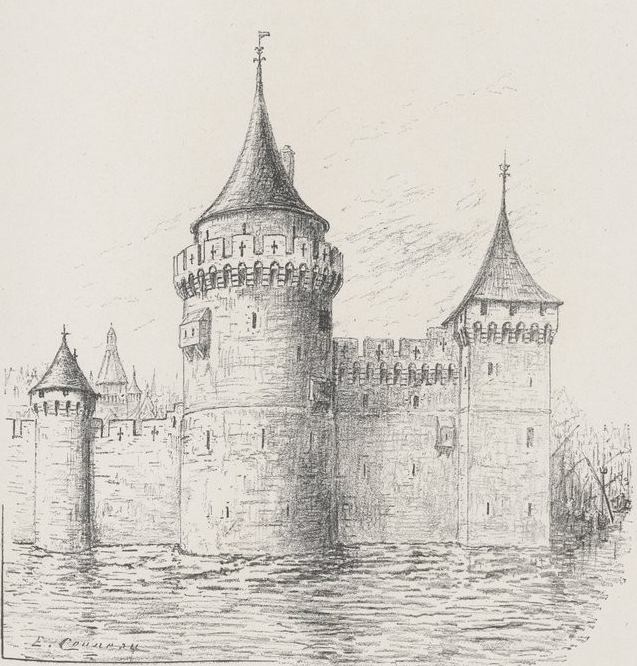
Grande et petite tour de la Chaîne au XVIè, selon Émile Couneau dans La Rochelle disparue (p.55).

#### Tour Saint-Nicolas

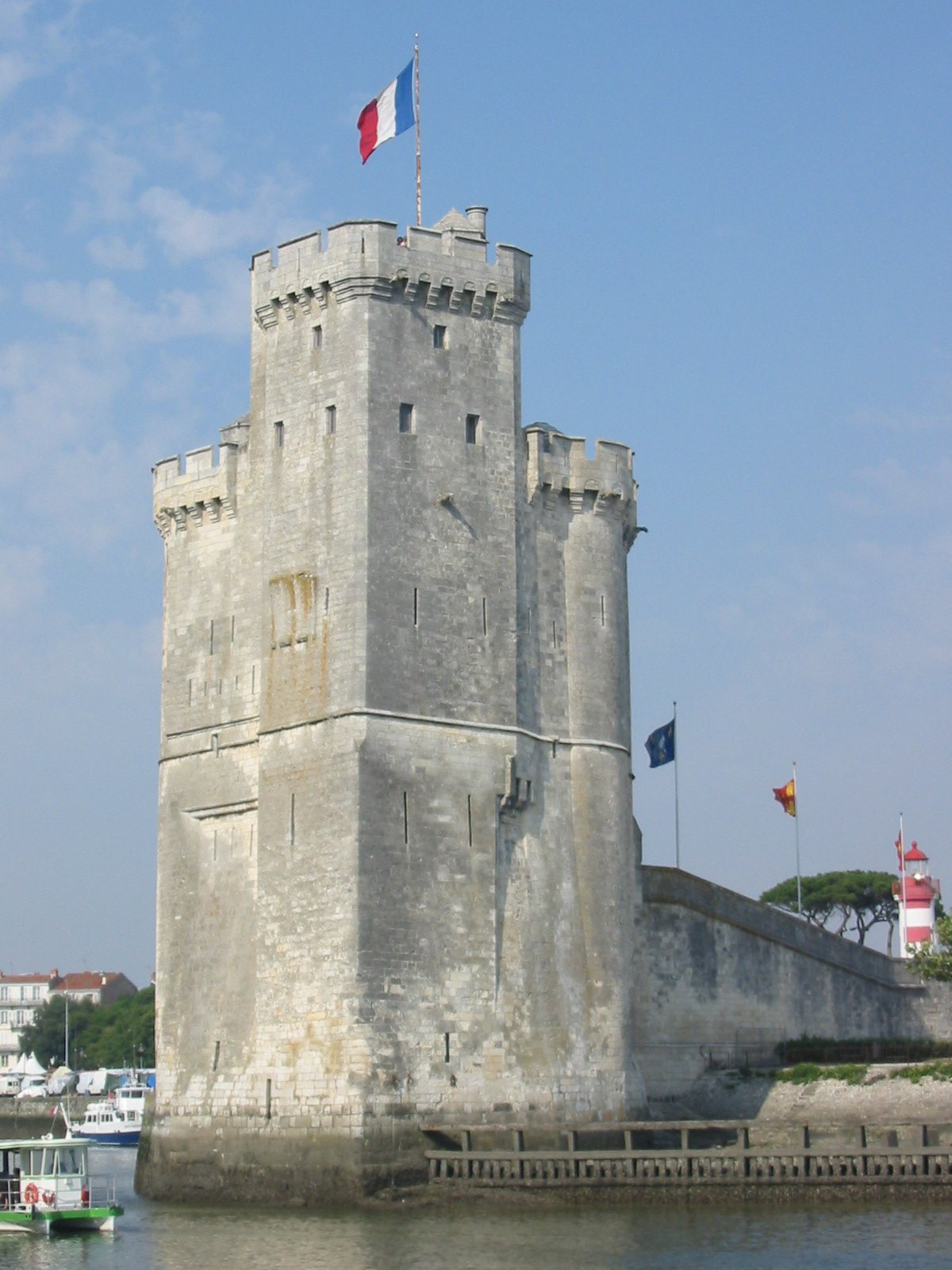
La tour Saint-Nicolas.

D’une base légèrement pentagonale, elle est d’une hauteur de trente-six mètres. L’intérieur est composé de trois grandes salles octogonales superposées, dont deux sont voûtées. Le sol est incliné à 2 %, signe de l’enfoncement de la tour constaté pendant sa construction. Inclinaison qui sera conservé pour la restauration de la tour, mais dont le sol sera surélevé de 50 cm par rapport au sol originel. Chaque niveau de la tour est percé en son centre d’un oculus, ouverture ronde utilisée autrefois pour ravitailler les étages de la tour, se parler ou se défendre.
Trois alvéoles sont situées autour du rez-de-chaussée. Leur fonction n’est pas certaine selon les historiens.
La première tour était sur pilotis, et était isolée sur l’eau. Aucune muraille ne la reliait à la terre ferme.
À la seconde moitié du XIVe siècle fut construite la tour telle qu’on la connaît aujourd’hui.
Sur le flanc de la tour, on peut voir l’amorce d’une arche. L’architecte Lisch, chargé de la restauration des tours à la fin du XIXe siècle en déduisit l’existence d’une arche entre la tour Saint-Nicolas et la petite tour de la chaîne. Mais aucune gravure, ni aucun texte n’en mentionne l’existence. Elle n’a certainement jamais été construite.
En 2016, des travaux entrepris sur l'esplanade du Gabut révèlent les vestiges de la muraille attenante à la tour Saint-Nicolas. Par la suite, de nouveau recouvert, un muret constitué de blocs de pierres de tailles différentes permet de localiser l'ancienne muraille.

#### Tour de la Lanterne

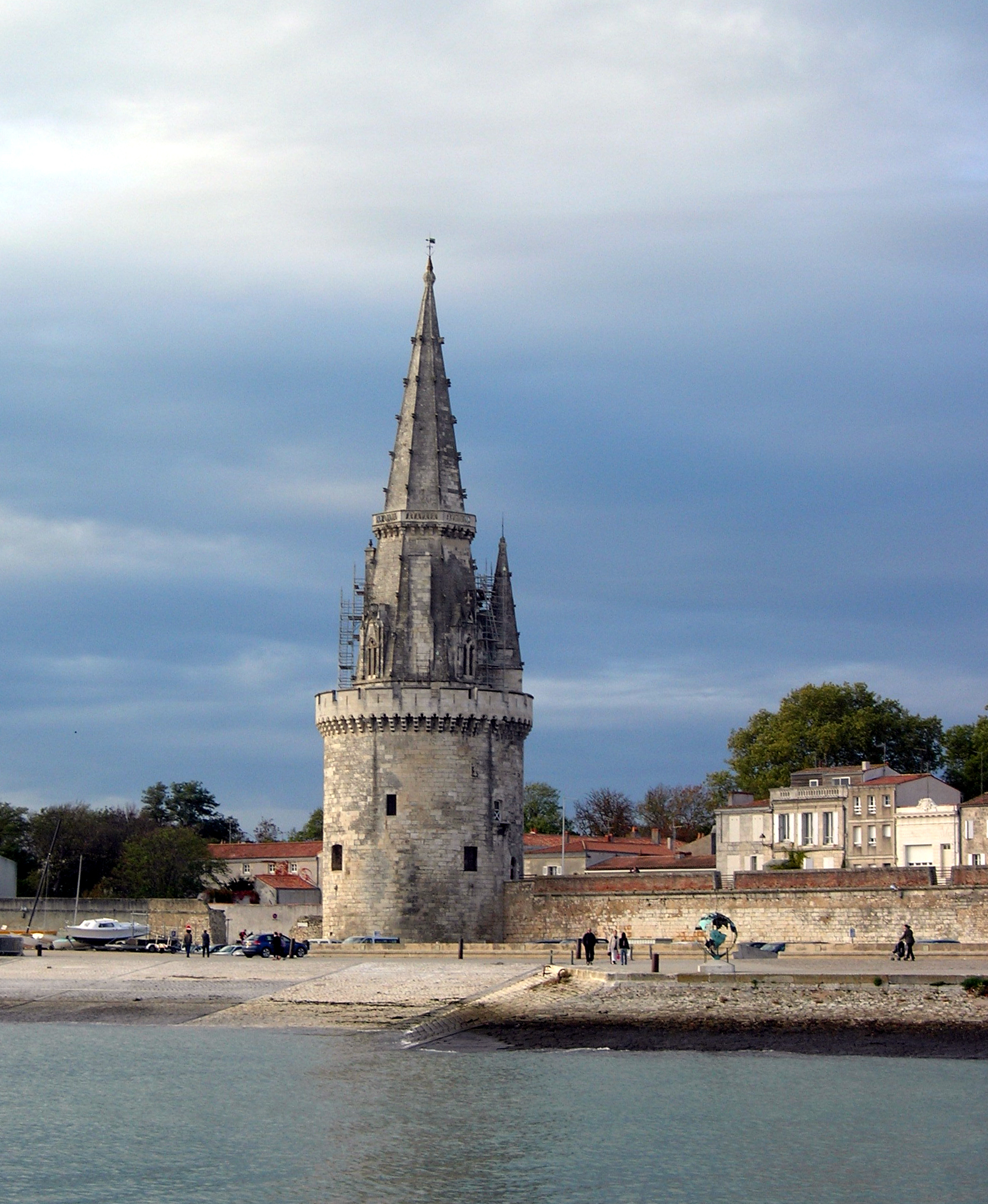
La tour de la Lanterne.

La tour de la Lanterne est la plus grande des trois tours du front de mer de La Rochelle. Elle mesure 55 mètres de haut et est constituée de deux parties. Sa base est un cylindre haut de 25 mètres et de plus de 15 mètres de diamètre. Il est surplombé d’une flèche octogonale dont quatre des huit pans sont percés de fenêtres trilobées de style flamboyant. Chaque nervure est garnie de crochets.
Plusieurs salles superposées composent l’intérieur de la tour. On y trouve de nombreux graffitis gravés dans la pierre par des marins anglais, espagnols ou hollandais, emprisonnés dans la tour entre les XVIIIe et XIXe siècles.
Ouvrage de l’enceinte médiévale construit peut-être sur l’emplacement d’une ancienne tour. Commencé selon Claude Masse en 1445, il ne fut achevé que 23 ans plus tard (1468). À l’origine elle formait l’angle sud-ouest de l’enceinte médiévale et sa tourelle à lanterne servait de phare et d’amer. Elle se situait à cette époque au bord de l’eau.
Conservé lors du rasement des fortifications en 1629, il fut ensuite intégré dans la nouvelle enceinte de 1689. De 1900 à 1914, une restauration sur des projets de Juste Lisch, puis sous la direction d’Albert Ballu, lui redonne son aspect médiéval.
La tour servit souvent de prison et, en 1822, on y enferma 4 sergents du 42e régiment de ligne qui avaient comploté contre Louis XVIII. Ils furent jugés à Paris, condamnés à mort et guillotinés en place de Grève (aujourd’hui place de l'Hôtel-de-Ville). Ils sont passés dans l’Histoire sous le nom des « quatre sergents de La Rochelle » et la tour conserve leur souvenir. Il est très fréquent qu'elle soit appelée "Tour des 4 Sergents".

#### Tour de Moureilles

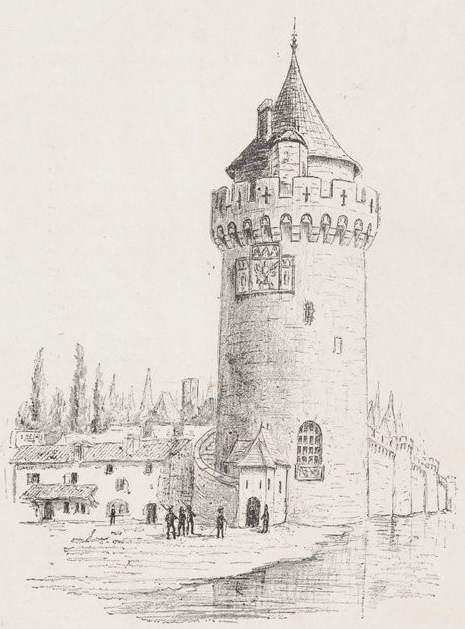
La Tour de Moureilles au XVIè, selon Émile Couneau dans La Rochelle disparue (p.14).

Cette tour fut achevée, selon l'ingénieur Claude Masse, en 1399. Elle se trouvait au bord du quai Maubec et avoisinait la première porte Maubec et le cimetière Saint-Sauveur. Comme les trois tours du front de mer elle fut épargnée du rasement des enceintes après le siège de 1628, elle est alors donnée au couvent de Récollets. En 1690 la tour de Moureilles est rachetée par le roi pour être convertie en magasin à poudre. Elle est détruite en 1786 pour laisser de la place à la construction de l'arsenal d'artillerie.

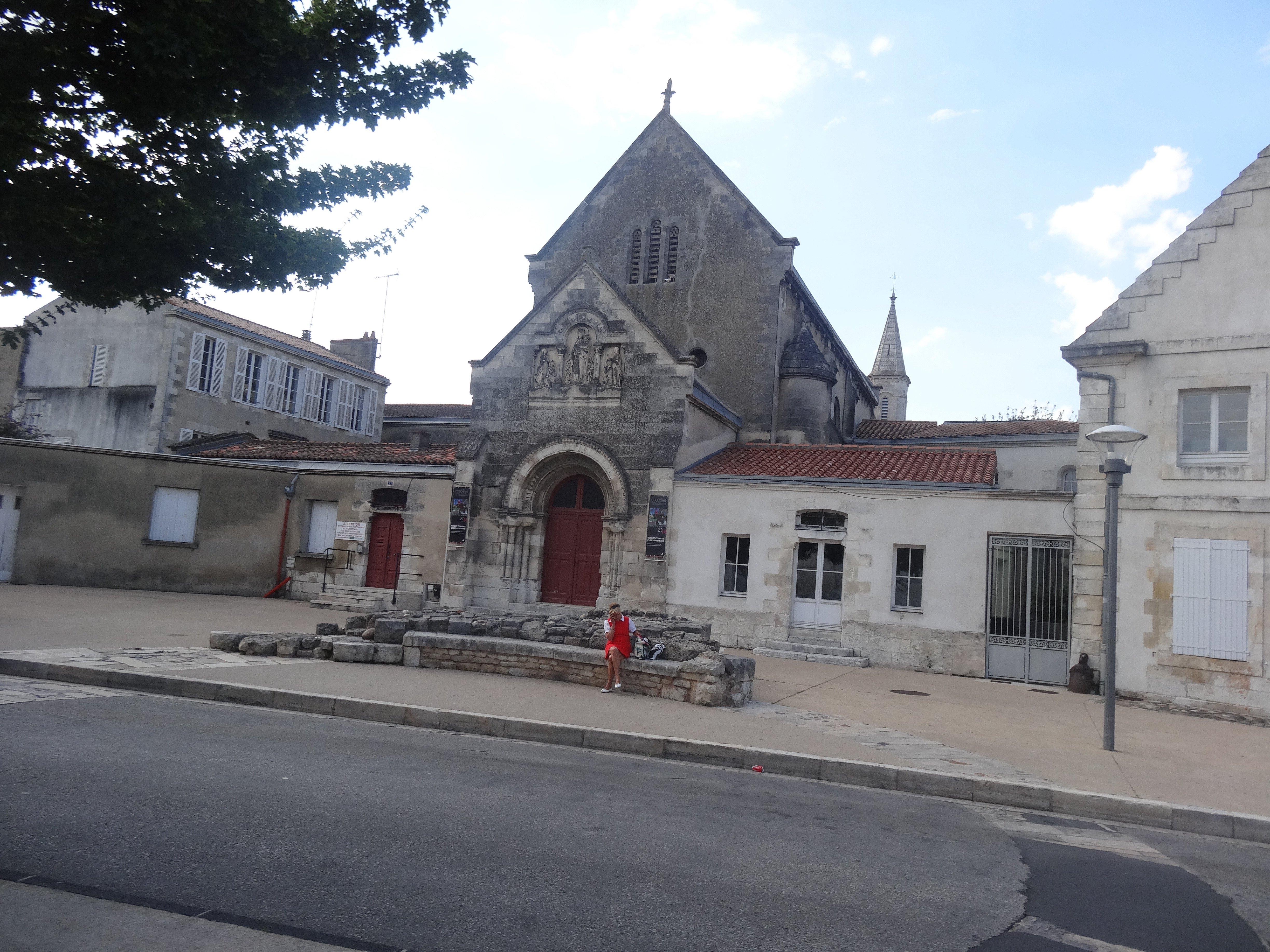
Matérialisation de l'emplacement de la tour.

#### La première Porte de Cougnes

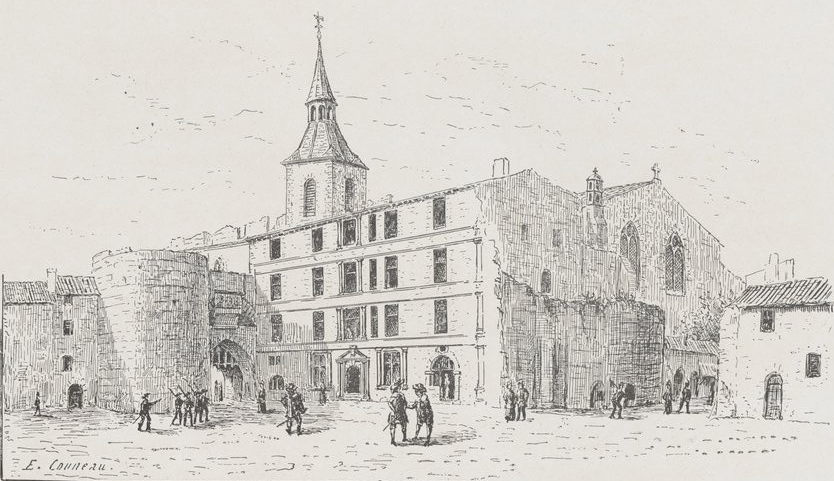
La première Porte de Cougnes à la fin du XVII, selon Émile Couneau dans La Rochelle disparue (p.21).

La première porte de Cougnes se situait à l’angle nord-est de l’enceinte médiévale. Elle fut construite en 1412 à l’emplacement où, dès le XIIe siècle, se situait l’entrée principale de la ville. C'est par cette entrée que les souverains et les princes pénétraient dans la ville. Chaque entrée faisait l'objet d'une cérémonie solennelle. Elles étaient composées de deux grosses tours rondes. En 1558, l'ingénieur italien Scipion Vergano construit un ouvrage avancé. En 1576, la porte est réparée. Englobée dans les nouvelles fortifications autorisé par Henri IV, Louis XIII sera le dernier souverain à passer la porte lors de la reddition de la ville en 1628. En 1741, elle est détruite sauf le soubassement de l’une des tours sur lequel a été bâti le clocher de l'église Notre-Dame-de-Cougnes et dans lequel est aménagé un passage piéton.

#### La Porte des deux Moulins

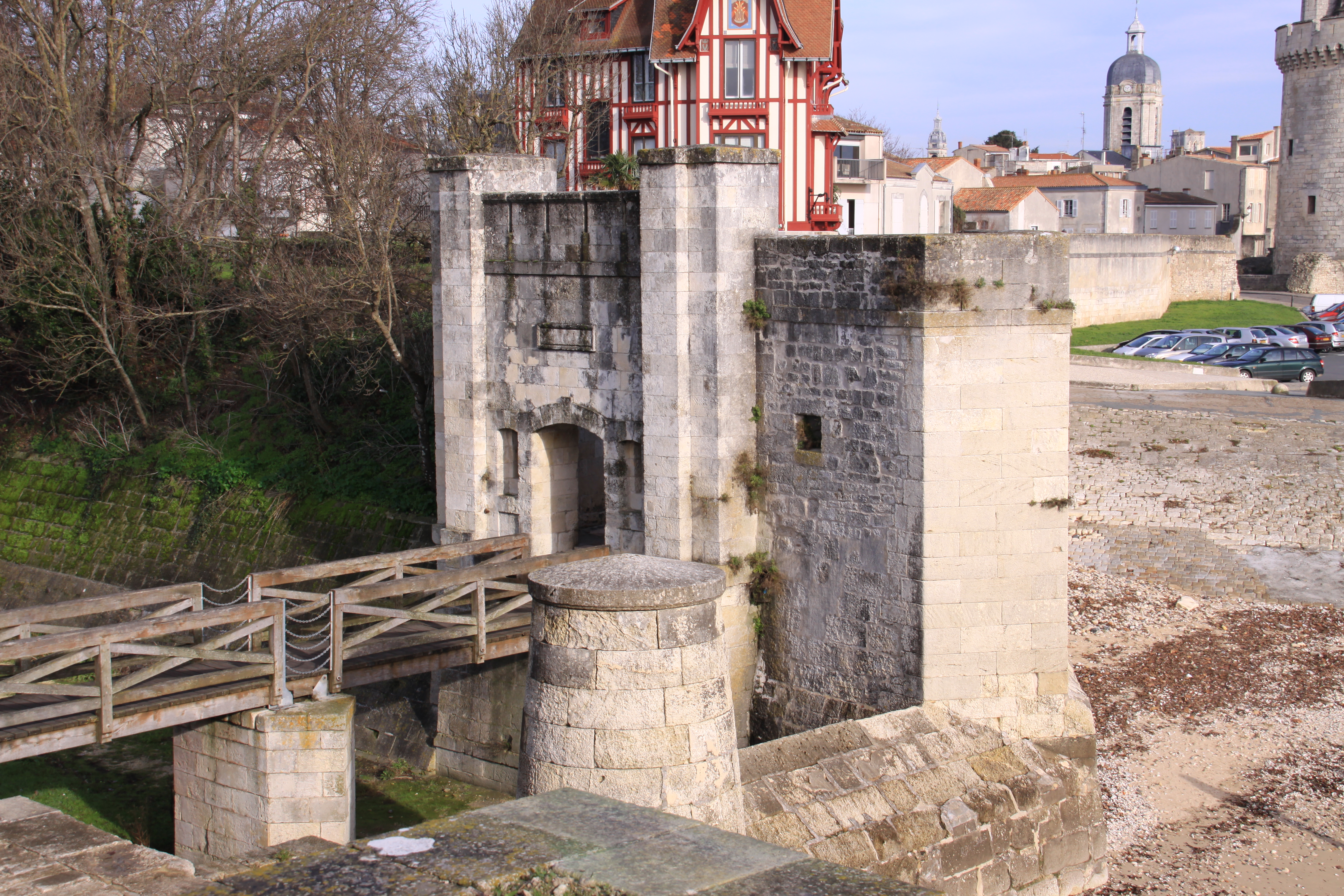
Porte des Deux Moulins.

La porte des deux Moulins est un ouvrage d'entrée (une redoute) dans l'enceinte médiévale. Deux moulins à marée avaient été élevés à proximité (d'où le nom de la porte). La porte actuelle date du début du XVIIIe siècle. La première avait été construite vers 1200,.

#### La première Porte Saint-Nicolas
Le faubourg Saint-Nicolas est fortifié au début du XIIIe siècle et de cette époque date la première Porte Saint-Nicolas située contre l’église du même nom, citée dans une charte d’Alphonse de Poitiers en 1269.
Cette porte médiévale ultérieurement modifiée puis détruite ne doit pas être confondue avec le Porte Napoléon dite Saint-Nicolas.

### Enceintes protestantes (XVIe siècle)
Au cours du siège de 1573, les fortifications médiévales sont renforcées et unifiées.
Trois bastions à orillons à l'italienne ont été édifiés : au saillant nord-ouest (bastion de l’Évangile), devant la porte Neuve, et au milieu de la courtine est du front de mer (bastion du Gabut).
Un ouvrage à cornes couvre la porte des deux Moulins (en plus de la barbacane), tandis que des demi-bastions couvrent l'un, la porte de Cougnes, l'autre (bastion des Dames), l'enceinte au niveau de l'entrée du canal de Maubec.
La Porte Saint-Nicolas a été renforcée d'une sorte de boulevard, doté d'un retranchement tenaillé intérieur, Vers 1505 est construit un ouvrage avancé pour protéger la porte, puis un ouvrage à cornes en 1588 .
Un boulevard demi-circulaire couvre le saillant sud-est de l'avancée de Cougnes.
Enfin, des cavaliers d'artillerie, placés derrière l'enceinte et la dominant, fournissent un appoint de feux aux saillants les plus exposés ou face aux directions les plus dangereuses.
En 1590 les Rochelais obtiennent du roi Henri IV l'autorisation d'ériger une nouvelle enceinte et d'y joindre la « prée Maubec ». Devenue place de sûreté protestante la ville va se fortifier, cette enceinte sera appelée « enceinte huguenote » ou « enceinte Henri IV ».
En 1627, Richelieu enferme la ville en aménageant une ligne de contrevallation d'une vingtaine de forts encerclant la ville et pour fermer son accès à la mer il fit construire une digue de 1 500 mètres de long. La digue reliée le fort du Port Neuf au fort de Marillac sur la pointe de Coureilles (actuelle pointe des Minimes). Après le siège les fortifications sont rasées à l'exception des tours de la Lanterne, de la Chaîne, Saint-Nicolas et de Moureilles ainsi que le bastion du Gabut.

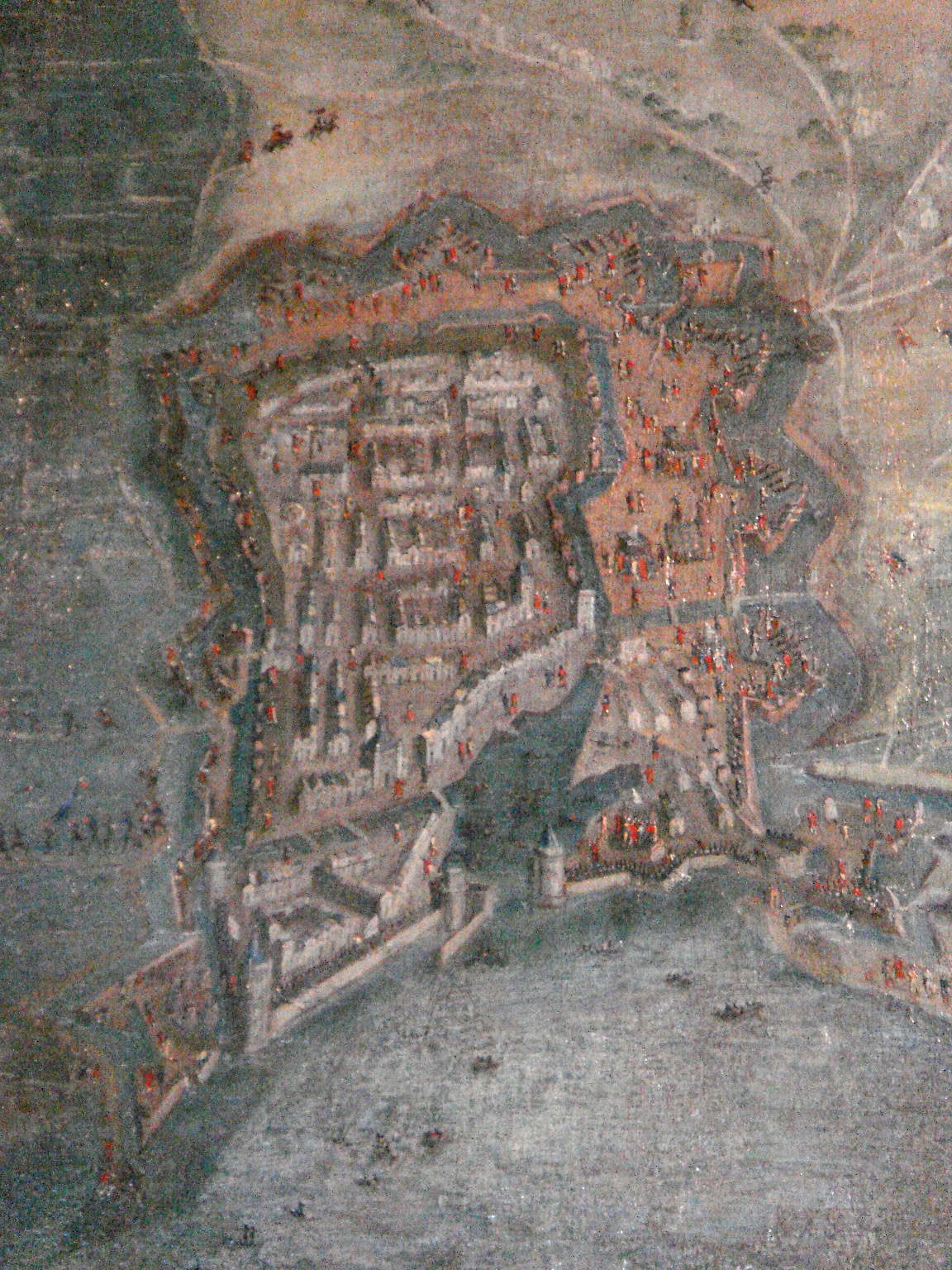
Enceinte de 1628.

#### La Porte Maubec

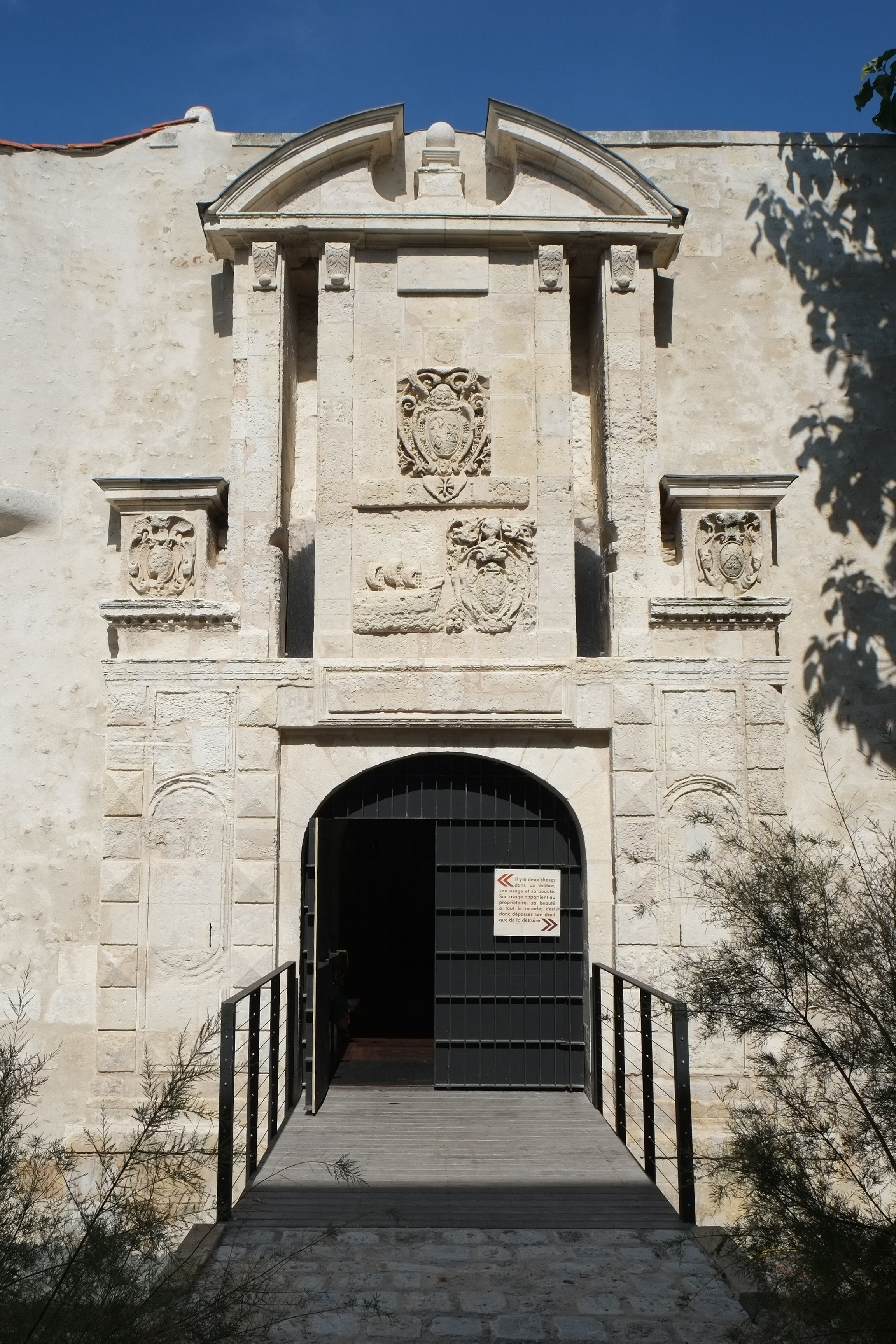
Porte Maubec côté extérieur.

L'ancienne porte Maubec était adossée à l'église Saint-Sauveur et donnait accès au canal. Elle correspondait aux fortifications de la première enceinte.
La nouvelle porte Maubec correspond à la période de la construction de l'enceinte (dite "Protestante"), autorisé par Henri IV pour englober la "prée Maubec" (entre 1590 et 1610). Elle fut percée en 1611. Elle survit aux destructions suivant le siège de 1627-1628 et à l'édification d'une nouvelle enceinte à partir de 1689. Au cours du XVIIIe siècle, elle est utilisée à des fins privées, avant de servir d'entrepôt pour un magasin d'eau de vie, puis pour l'hôpital Saint-Louis au XIXe siècle. La Porte Maubec a été entièrement rénovée au XXIe siècle pour en faire un espace culturel, lieu d'exposition ou d'événement lié aux arts,,.

#### La seconde Porte de Cougnes

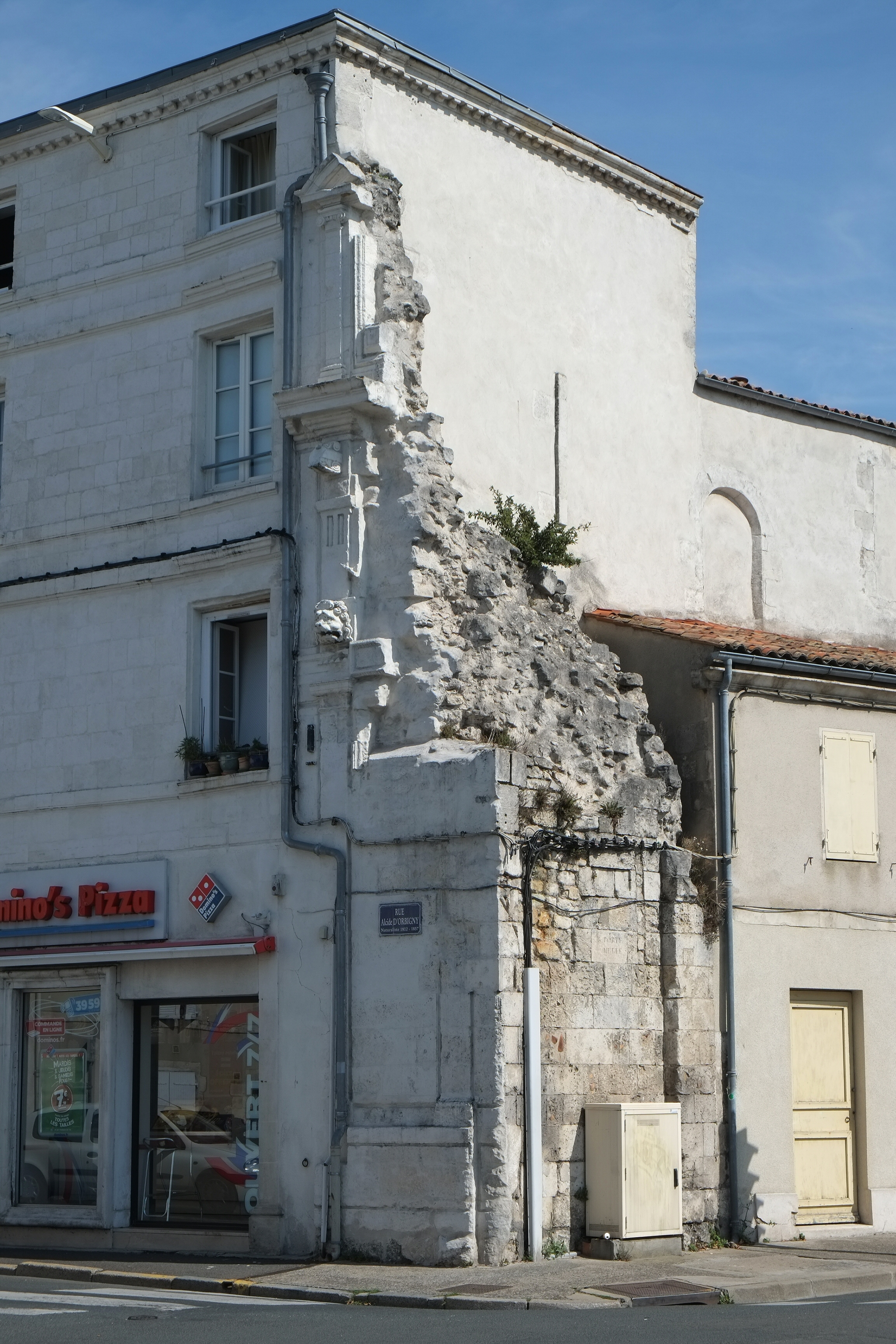
Vestiges de la seconde porte de Cougnes de l'enceinte dite « protestante » réalisée en 1613-1614.

Une seconde porte de Cougnes a été édifiée en 1614 dans le cadre de la construction de la nouvelle enceinte autorisée par Henri IV. Cette porte, axé vers le nord, se situait au croisement de l'avenue des Cordeliers et de la rue Alcide d'Orbigny. Selon Claude Masse « un des plus beaux édifices qui fut à la Rochelle ». Elle fut démolie en 1689 pour fournir des matériaux à la dernière enceinte. Il n'en demeure que quelques éléments de décor en arrachement sur la maison voisine, à l'origine corps de garde,.

### Enceinte Ferry (XVIIIesiècle)
Les fortifications restèrent en l'état jusqu'à la fin du XVIIe siècle. Le développement de Brest et de Rochefort ainsi que le déclin de Brouage, détournent l'attractivité du port "protestant" de la Rochelle. Néanmoins en 1688, débute la Guerre de la ligue d'Augsbourg, dans laquelle la France se retrouve opposée aux deux grandes puissances navales, que sont l'Angleterre et les Provinces-Unies. Devant la vulnérabilité que constitue La Rochelle, comme n'importe quel port, et la crainte d'un débarquement anglo-hollandais dans une région ou les sympathies parmi les réformés ou 1es «nouveaux convertis», considérés comme ennemis de l'intérieur, restent fortes, l'ingénieur François Ferry est chargé de reconstruire les fortifications de la ville.
La nouvelle enceinte reprend, à l'ouest le tracé de celle de 1629, dont les fossés subsistaient (à cause du ruisseau de Lafont). En revanche, au nord et à l'est, elle est reportée 150 à 200 m plus loin et, entre l'angle nord-ouest et l'entrée du canal de Maubec, développe en arc de cercle, parallèlement à la précédente, six fronts bastionnés totalisant cinq bastions et deux demi-bastions, tous à flancs droits, à escarpe à demi revêtement et contrescarpe revêtue. Le front ouest est resté, lui, à terre coulante, solution provisoire maintenue en cas d'extension de la ville à l'ouest et de construction d'une citadelle extérieure.
À la suite du déclassement de la ville au XXe siècle), les murs d'enceinte ouest sont recouverts de terre et leurs parties hautes constituent aujourd'hui le chemin des remparts et abrite le Parc Charruyer.

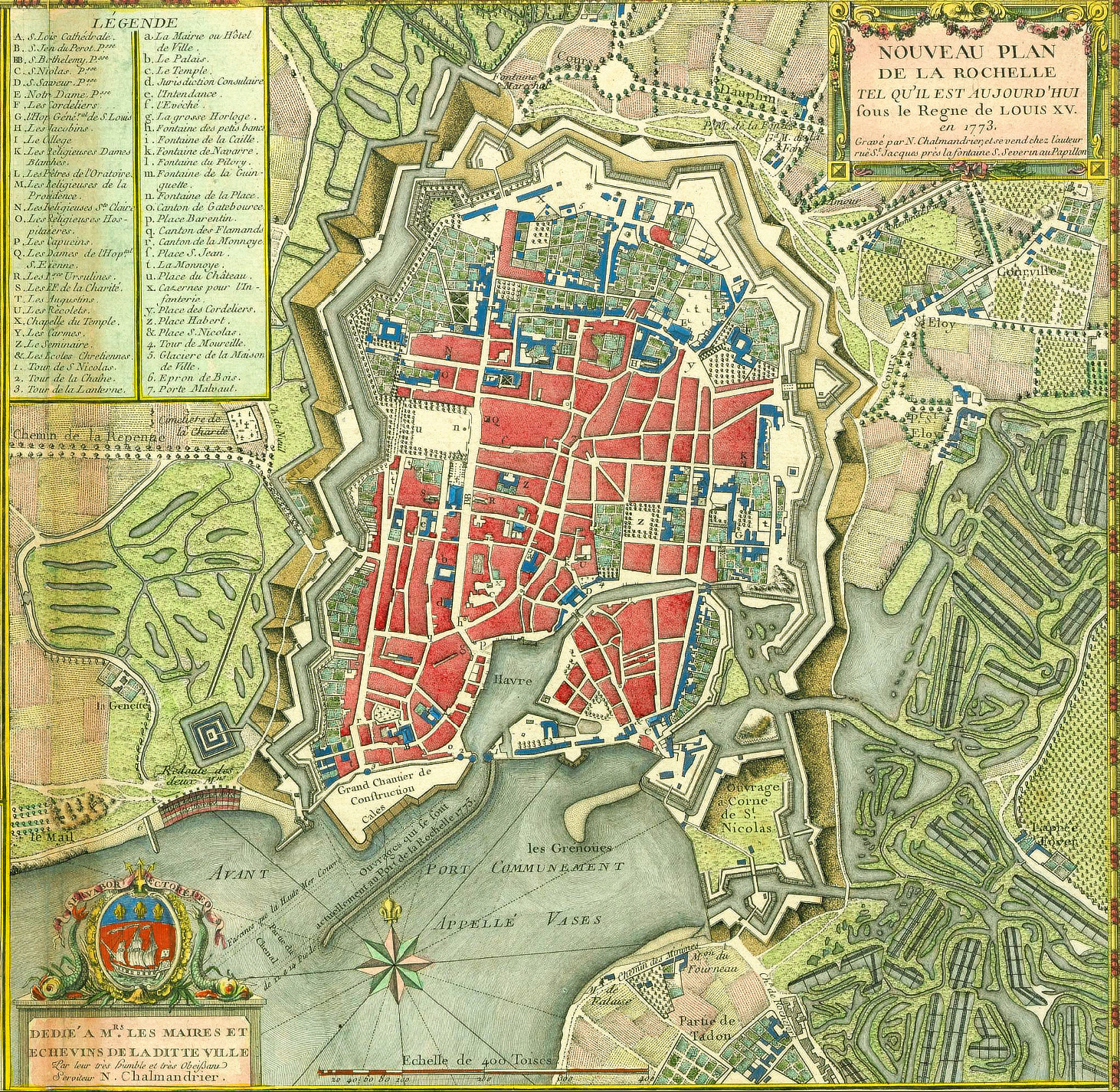
Plan de La Rochelle et de l'enceinte Ferry en 1773.

#### La Porte Royale

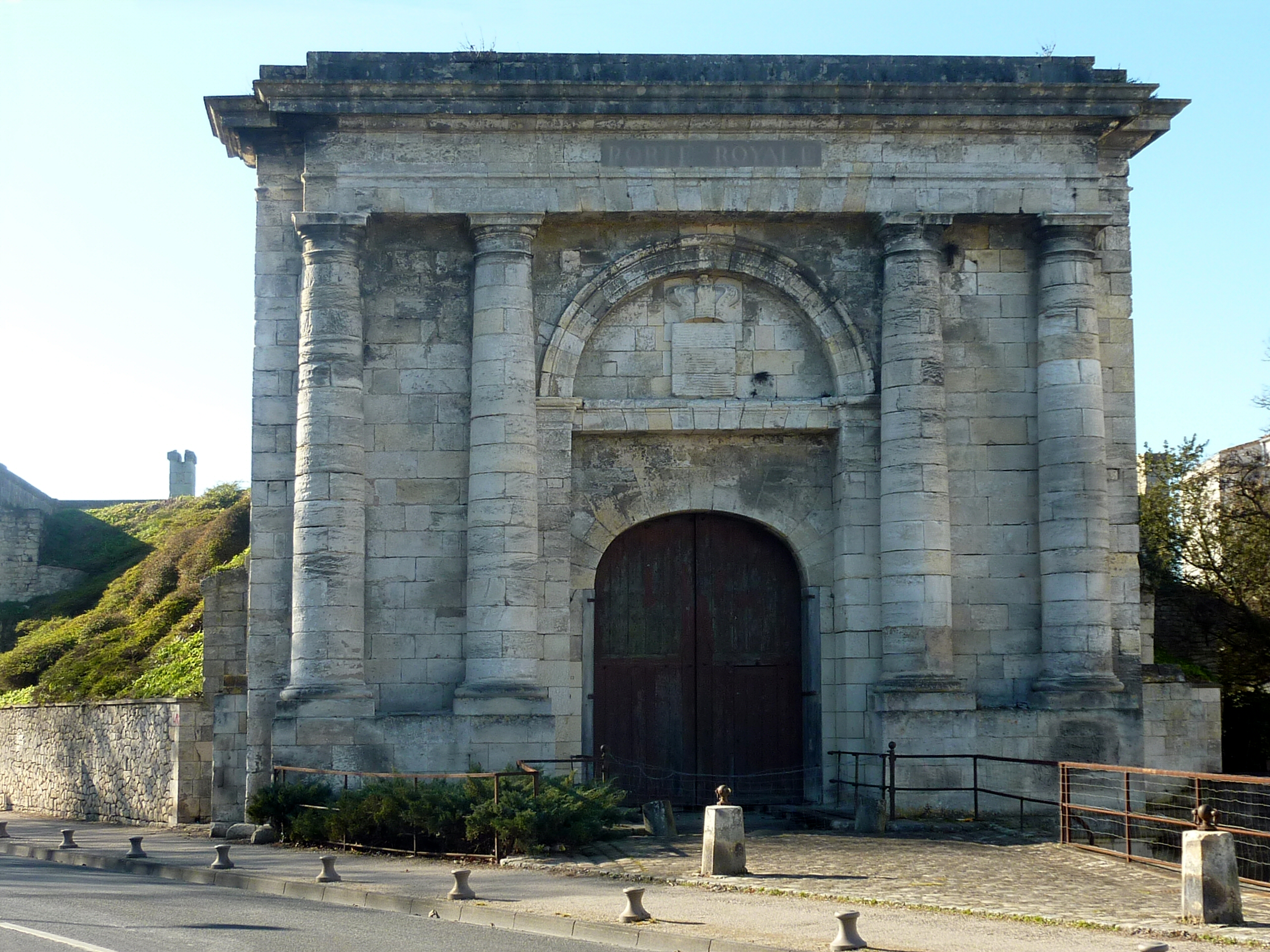
Porte Royale.

La Porte Royale,,, était l'ouverture nord-est des fortifications de François Ferry. Elle ouvrait la route vers Niort et Limoges. Construite entre 1706 et 1723, la porte, de style toscan, est basée sur un projet de Pierre Bullet de 1706.
La porte devait initialement comporter au-dessus des voûtes un logement pour l'état major mais après plusieurs arrêts et reprises dans sa construction, le lieutenant-général du royaume fit stopper les travaux, ne donnant à la façade intérieure que des colonnes à mi-hauteur. La porte principale présente aujourd'hui une façade, côté extérieur, sobre et massive, éloignée du projet initial et ne possédant pas le décor du projet présenté par M. de Tigné en 1723.
Le dispositif défensif comporte en avant de la porte principale une demi-lune. Le décor de la porte de la demi-lune se compose de 4 colonnes toscanes, d'un entablement et d'un fronton triangulaire. Le fronton est décoré d'un soleil entouré de cornes d'abondance.
Après le déclassement de la Rochelle en tant que place forte, la porte a perdu sa vocation initiale et est tombée dans l'oubli.
Depuis 2012, la porte fait l'objet d'un projet de restauration de grande ampleur,,. Ce chantier, confié grâce à un bail emphytéotique par la ville de La Rochelle à une association, Les Amis de la Porte Royale, s'étale de 2013 jusqu'en 2022. Les activités de la Porte Royale sont divisées en deux temps : l'hiver est consacré à la restauration tandis que l'été, la Porte Royale s'ouvre au public au travers des manifestations culturelles diverses, de juin à octobre.

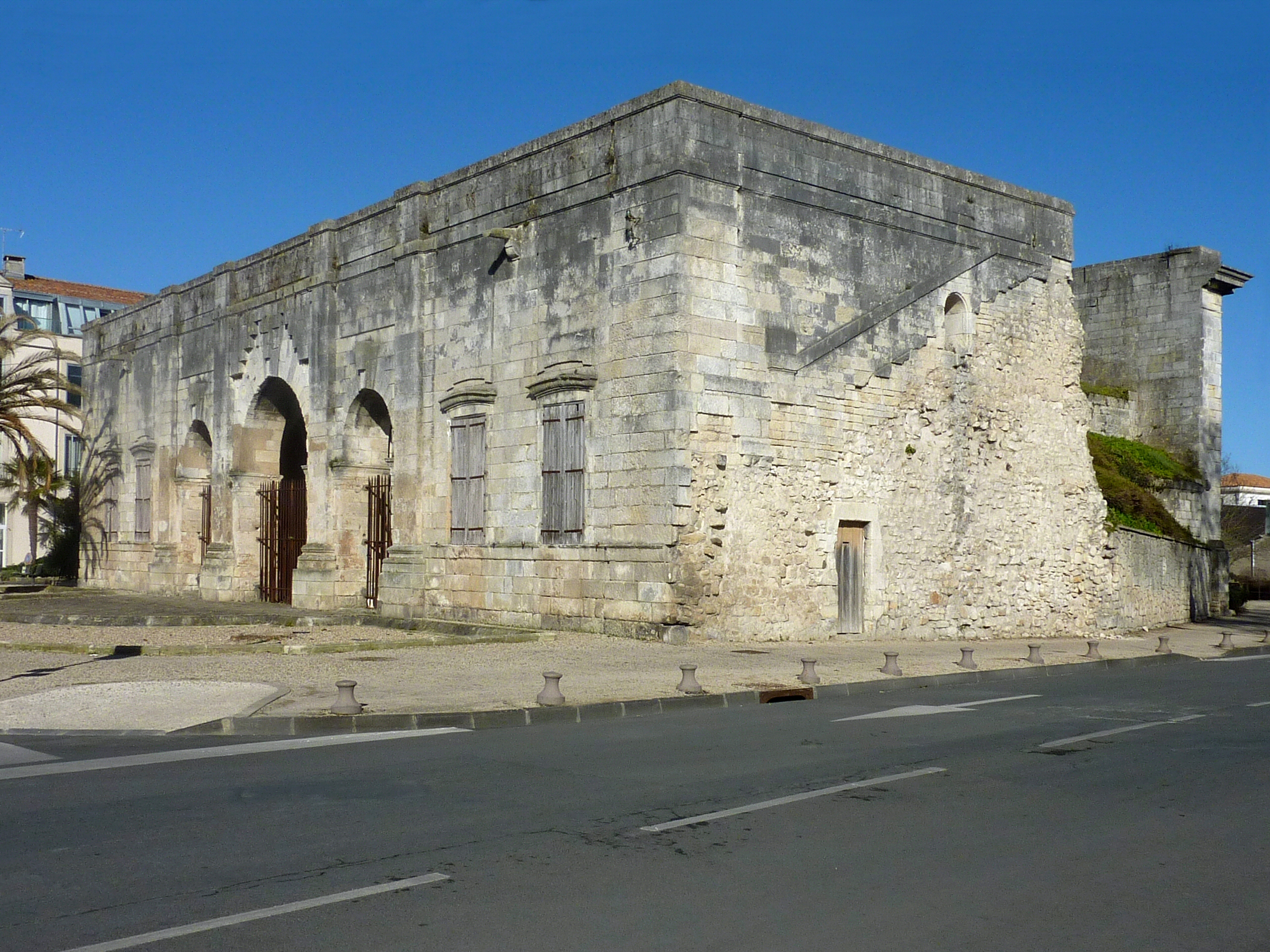
Porte Royale (côté intérieur).
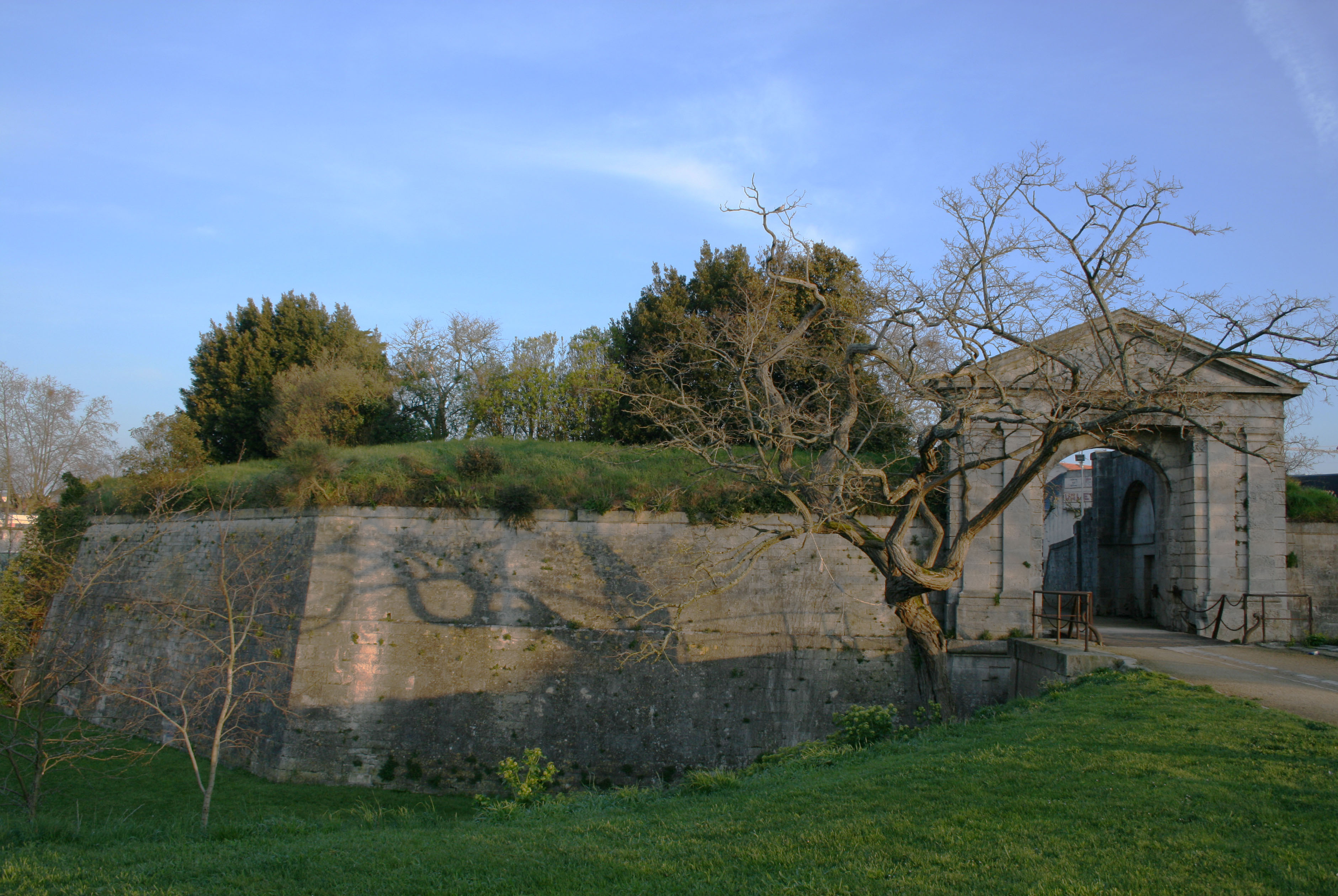
Avant-Porte Royale (côté extérieur).
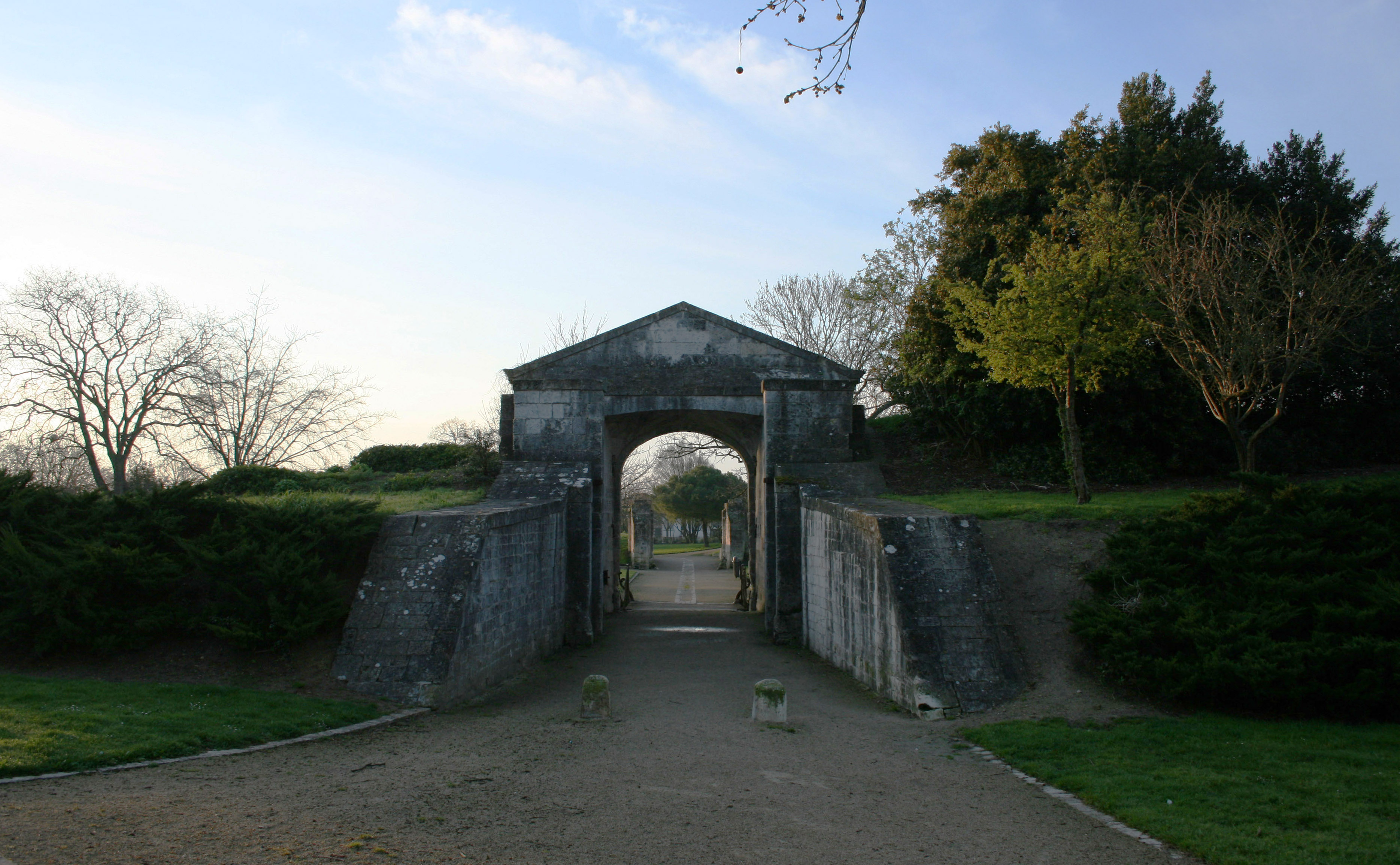
Avant-Porte Royale (côté intérieur).
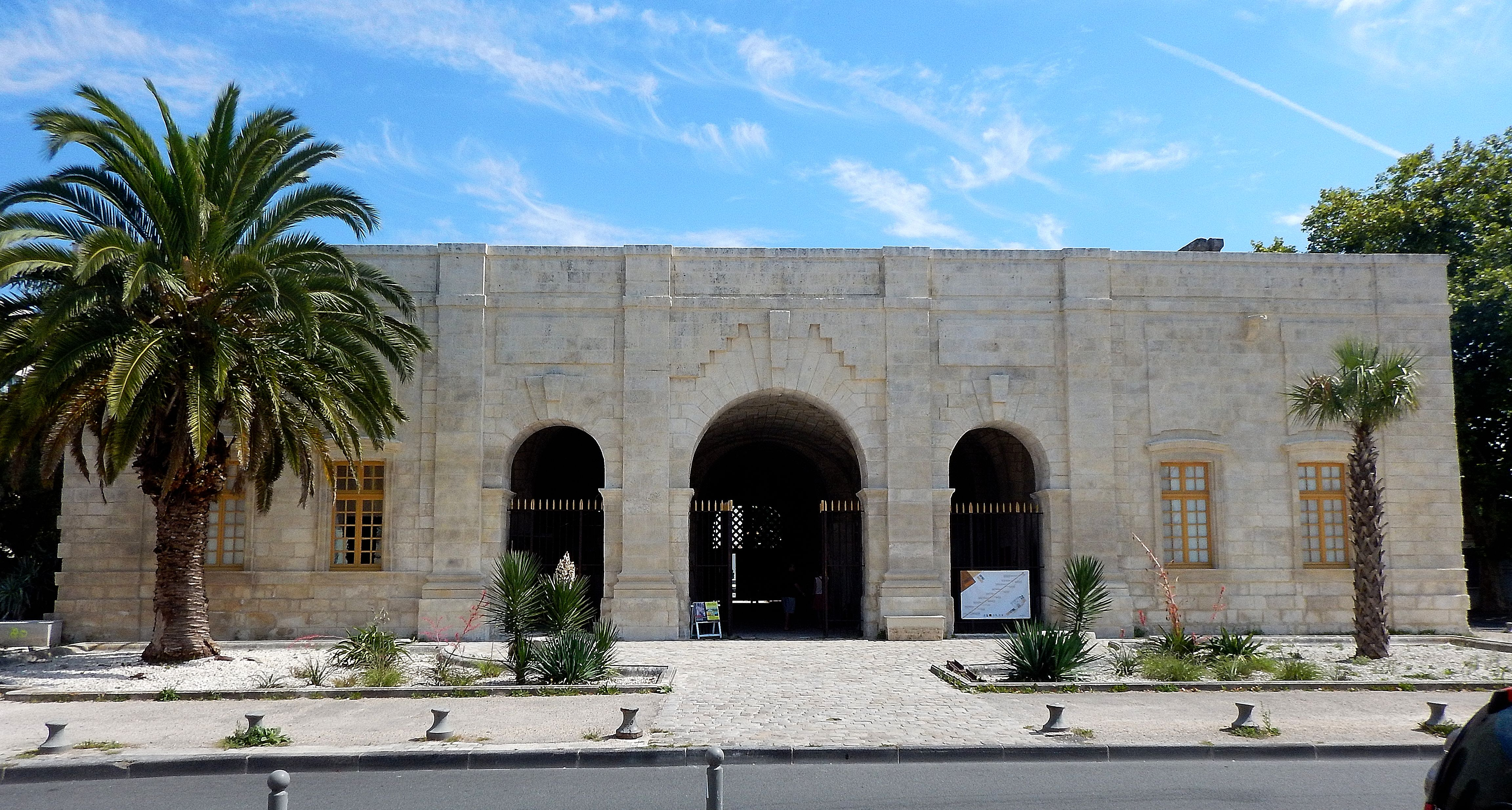
Façade de la Porte Royale de La Rochelle, restaurée par l'association Les Amis de la Porte Royale

#### La Porte Dauphine

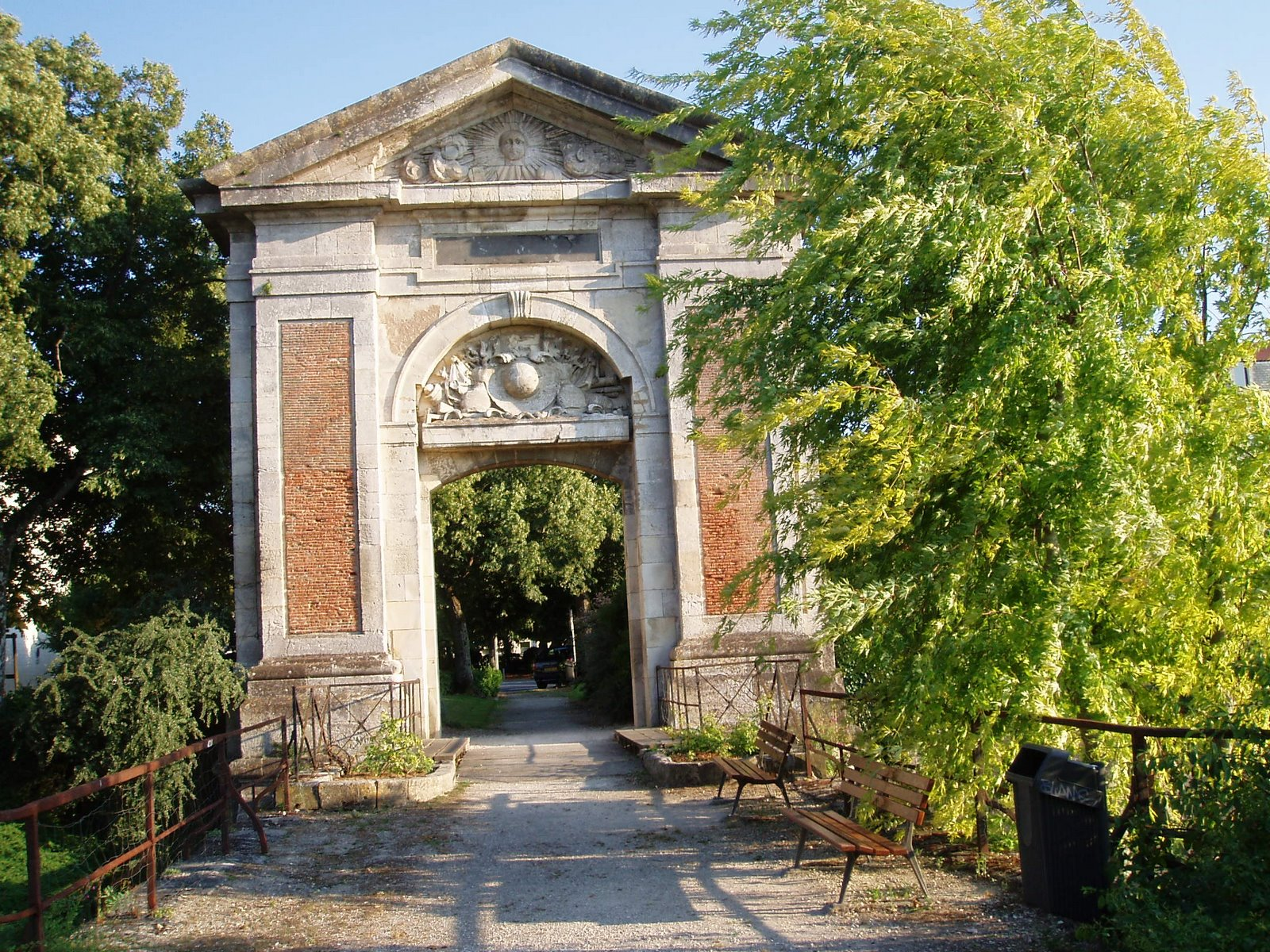
Porte Dauphine.

La Porte Dauphine fut construite entre 1694 et 1697 par François Ferry. Elle est surmontée d'un fronton triangulaire, lequel est orné d'un soleil rayonnant, et comporte une inscription, à la gloire de Louis XIV. Le Corps de garde qui entourait la porte a été détruit lors du percement de l'avenue de la porte Dauphine, après la Première Guerre mondiale,.

#### La porte des Dames

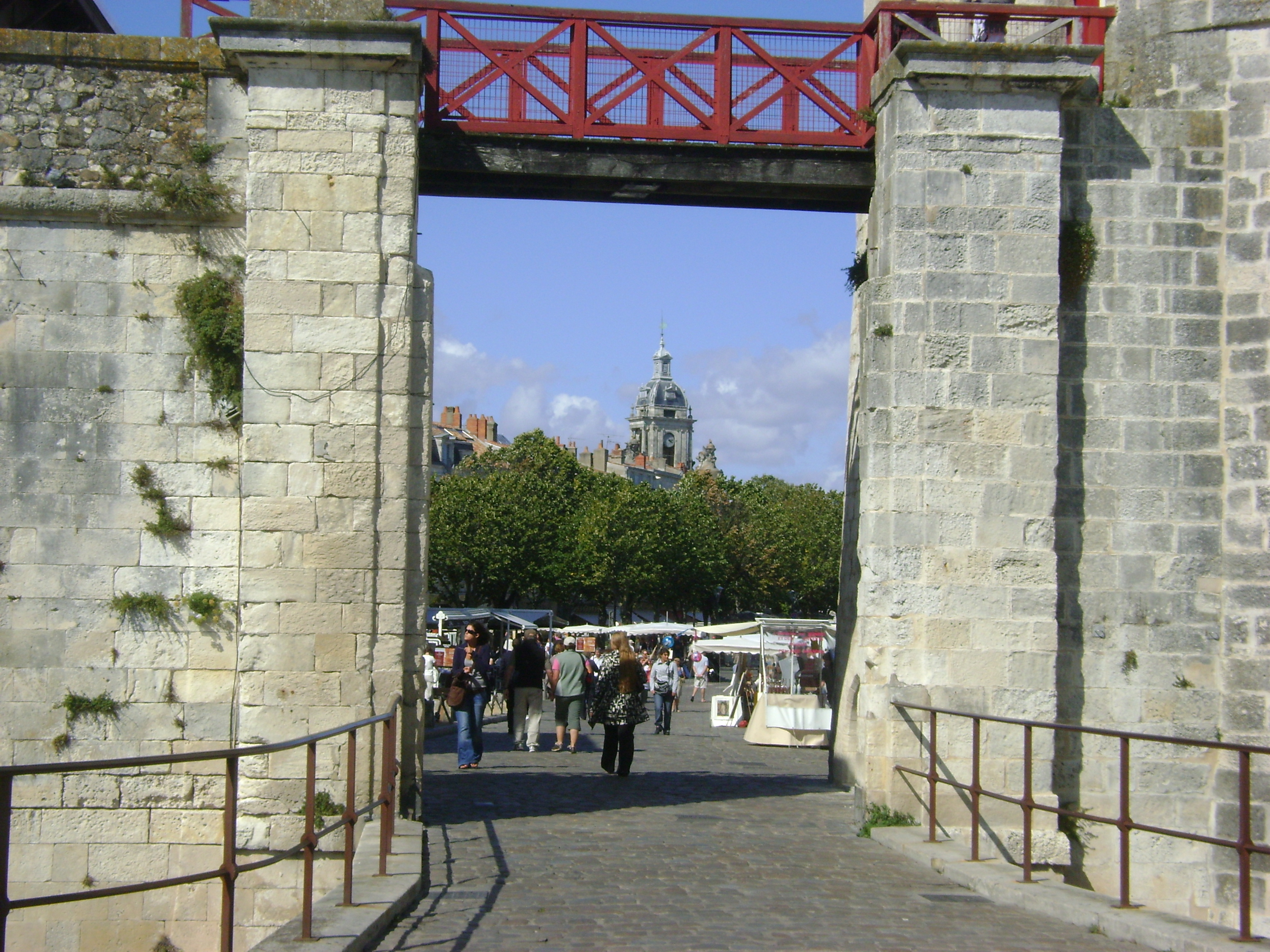
Porte des Dames.

Vers la fin XVIIIe siècle, début XIXe siècle, l'espace situé au pied de la muraille reliant les tours de la Chaîne et de la Lanterne est aménagé pour devenir l'espace que l'on connait actuellement. À l'époque, il abritait les chantiers navals. La porte des Dames est construite dans la deuxième moitié du XVIIIe siècle pour permettre un accès à ce nouvel espace. Initialement simple ouverture dans le mur d'enceinte, elle est profondément modifiée en 1824. On l'élargit et le mur d'enceinte est coupé sur la totalité de sa hauteur. On construit une passerelle pour enjamber le fossé longeant la base des remparts et on construit la passerelle actuelle qui relie la tour de la Chaîne à la courtine.
Le rempart attenant, depuis la tour de la Lanterne, jusqu'à la porte des Dames a été classé au titre des monuments historiques par arrêté du 17 février 1879.

#### La Porte Napoléon, dite Porte Saint Nicolas
Entre 1690 et 1694, un nouveau bastion et un important ouvrage à cornes sont construits en avant de l'emplacement de la première porte Saint-Nicolas. Pour passer de l’un à l’autre un pont-levis avec de fortes piles fut bâti sous Louis XVI. Ce pont-levis  encadré de piles est parfois nommé Porte du bastion Saint-Nicolas sur des cartes postales anciennes.
Au milieu du XIXe siècle, la route impériale 137 (route de Rochefort) « entre à La Rochelle par deux portes successives distantes de 22 mètres, dites de Saint-Nicolas et précédées d’un pont-levis. Cette voie étroite et sinueuse à travers les ouvrages avancés, devient insuffisante avec l’arrivée du chemin de fer et l’ouverture du bassin à flot extérieur ».
Pour faciliter la circulation, le projet de percement d’une nouvelle porte dans le prolongement du quai du bassin est proposé en 1855. Le projet de détail est remis le 28 avril 1857, et une nouvelle entrée monumentale est livrée à la circulation en 1863.

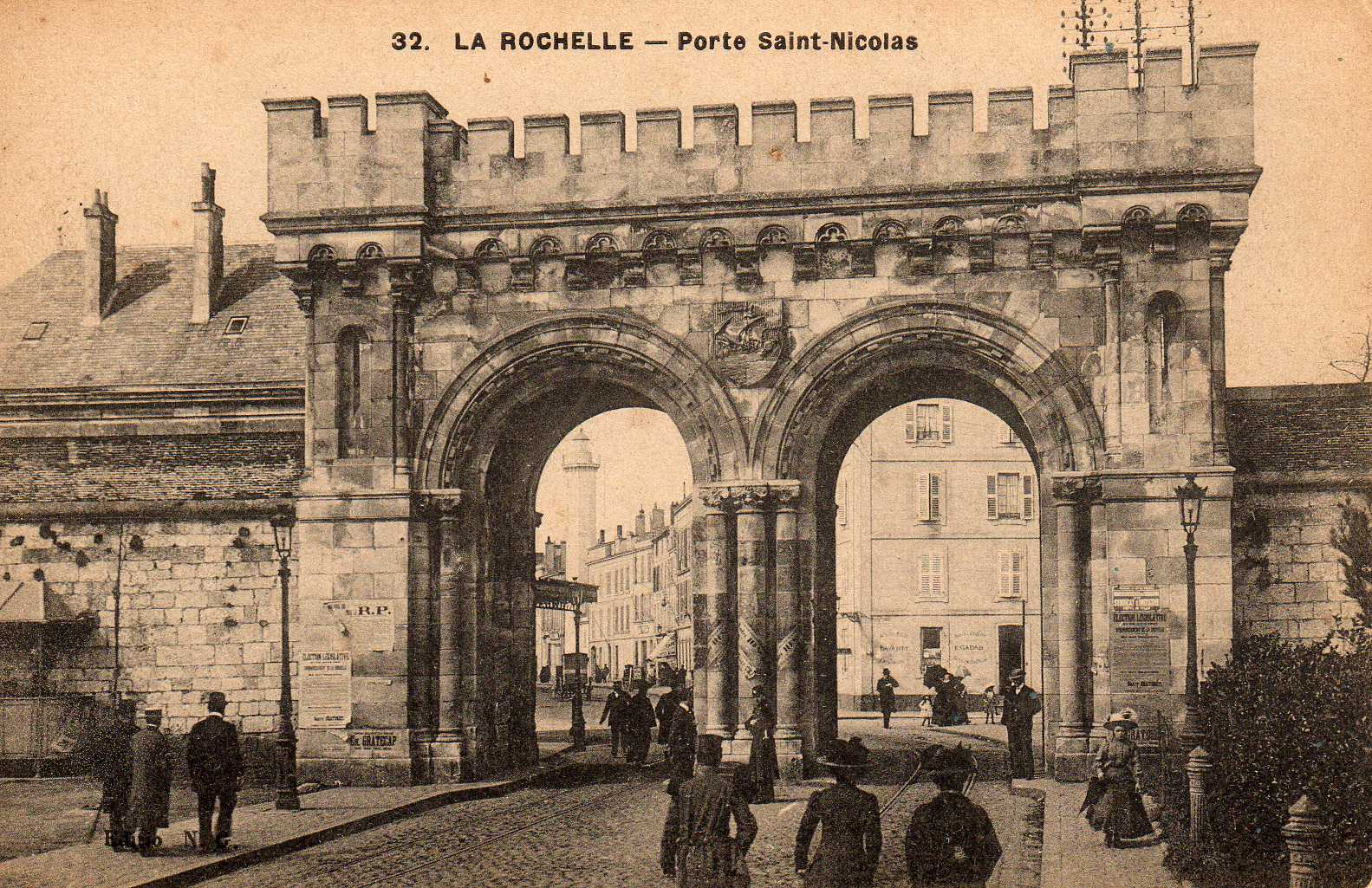
Porte Napoléon, également appelée Porte de la gare, ou Porte Saint-Nicolas, ouverte en 1863 et détruite en 1921

Pour Nicolas Meynen, ce nouveau monument « fait référence à l’arc antique, aux églises romanes de la région […] et à une architecture médiévale (créneaux). Cette création prouve que les ingénieurs militaires, à la fin des années 1850, sont en total accord avec la tendance stylistique de l’architecture de Viollet-le-Duc ». Rémi Béraud évoque quant à lui « deux arcades pseudo-romanes de fort mauvais goût ».
Cette nouvelle porte baptisée Porte Napoléon fut aussi appelée Porte de la gare, ou Porte Saint-Nicolas.
Le tramway mis en service en 1901 passait sous la Porte Napoléon : le plus souvent sous le nom de porte Saint-Nicolas, cette porte figure sur de nombreuses cartes postales du début du XXe siècle.
Toutes les fortifications de cette zone furent détruites lors des travaux de construction de la nouvelle gare de la Rochelle. Concernant plus précisément la porte Napoléon dite Saint-Nicolas, elle fut détruite en 1921.

#### La Porte Neuve

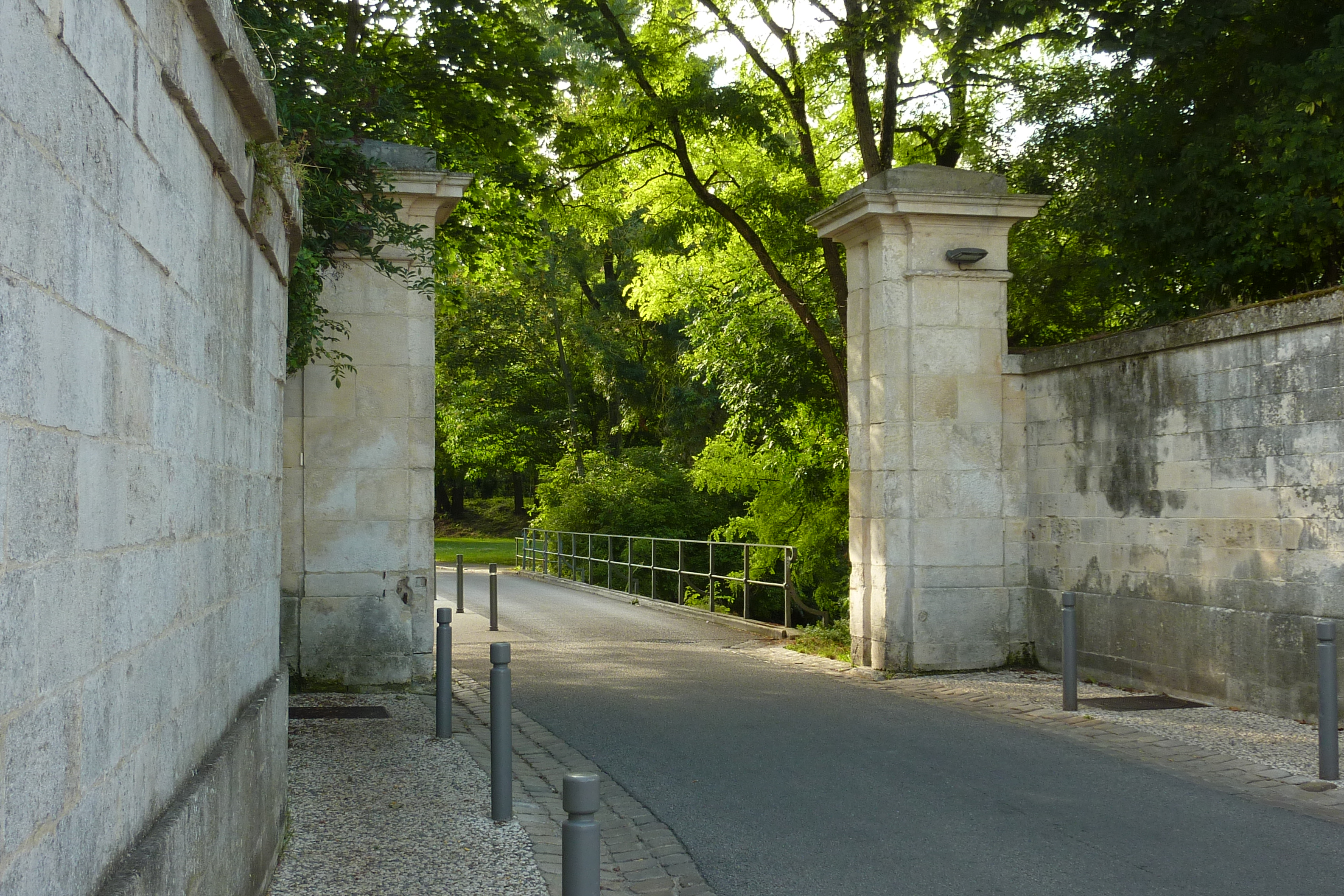
Porte Neuve côté intérieur.

Cet ouvrage a été aménagé en 1689 dans le front ouest dont c'était la principale sortie, la porte des Deux-Moulins ne laissant passer que les piétons. Le corps de garde a disparu dans la seconde moitié du XIXe siècle, seuls subsistent les deux piliers de la porte qui a perdu son couronnement.

#### Redoute de Chef de Baie, dite Tour Carrée
La Tour carrée, édifiée par l’ingénieur Rousselot en 1703, fut reprise par la Marine nationale en 1955 qui y installe une station d’écoute avec un pylône, ce qui lui vaudra le surnom de « radar ». Après son abandon, la tour est rachetée par le Conseil départemental.
L’espace côtier environnant, épargné de l’urbanisme pour les limites de servitude militaire, est devenu un site naturel protégé par la variété des espèces naturelles qui s’y sont développées.